# Karol Młodnicki
Karol Młodnicki (* 27. September 1835 in Daschawa; † 1. März 1900 in Lemberg) war ein polnischer Maler und Illustrator.

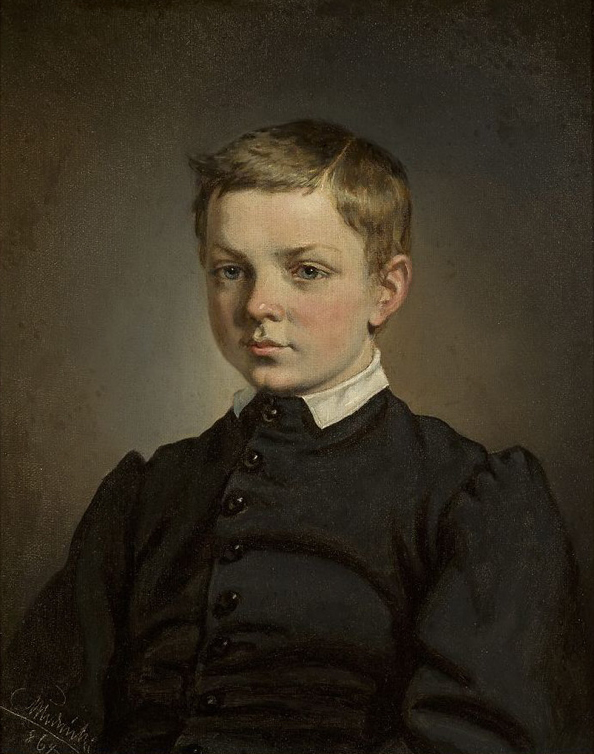
Porträt eines Jünglings

Er begann ein Studium der Malerei in Lemberg in der Malschule von Jan Maszkowski. Anschließend ging er zusammen mit Maszkowskis Sohn Marceli zum Studium nach München.
Karol Młodnicki setzte das Studium ab dem 11. Mai 1857 an der Königlichen Akademie der Künste München fort, belegte Zeichnen bei Johann Georg Hiltensperger, anschließend Malerei bei Carl Theodor von Piloty, Moritz von Schwind und Wilhelm von Kaulbach.
Nach seinem Studium in München arbeitete er von 1861 bis 1863 in Paris bei Léon Cogniet und hielt sich auch in Leipzig und Dresden auf.
Nach seiner Rückkehr nach Polen ließ er sich in Lemberg nieder, besuchte auch seine Eltern in Mikołajów.
Er war im Kreis der Lemberger Maler tätig. Im Jahr 1868 beteiligte er sich aktiv an der Organisation der Beerdigung des im Alter von 30 Jahren verstorbenen Malers Artur Grottger auf dem Łyczakowski-Friedhof. Am 28. Januar 1871 heiratete er Grottgers Verlobte Wanda Monné und sammelte mit ihr Erinnerungsstücke an den verstorbenen Künstler.
1871 wurde er Zeichenlehrer an drei Realschulen in Lemberg und am Lehrerkollegium. Er gab auch privaten Zeichenunterricht. Er beschäftigte sich mit der Porträt- und Genremalerei. Als Karikaturist arbeitete er mit den polnischen Wochenschriften Strzecha, Tygodnik Illustrowany und Kłosy zusammen.
1883 trat er in den Vorstand des Lemberger Literatur- und Künstlerklubs ein, und 1885 trug er zum Bau des Denkmals für Arthur Grottger in der Dominikanerkirche in Lemberg bei.
Karol Młodnicki war Mitbegründer und Vizepräsident der Gesellschaft der Freunde der bildenden Künste in Lemberg. 1894 war er auch einer der Organisatoren der Allgemeinen Nationalausstellung in Lemberg.